# Parking Lot (canção de Nelly Furtado)
Parking Lot é uma canção da cantora canadense Nelly Furtado, gravada para o seu quinto álbum de estúdio, The Spirit Indestructible (2012). 
Foi escrita por foi escrita por Furtado e co-escrita e produzida por
Rodney "DarkChild" Jerkins que também produziu seus dois singles anteriores, Spirit Indestructible e Big Hoops (Bigger the Better). Foi lançada como o terceiro single do álbum em 17 de setembro de 2012.
A canção recebeu críticas favoráveis, com alguns críticos destacando-a como o melhor single do álbum e elogiando seu modo meio-cantando, meio-rap e chamando-a de uma faixa nostálgica, também compararam a "Hollaback Girl" de Gwen Stefani e ao estilo da cantora M.I.A.
Um videoclipe dirigido por Ray Kay foi lançado em 18 de Setembro de 2012 na página oficial de Furtado no Youtube.

## Composição
"Parking Lot" é uma música mid-tempo animada com banda marcial, buzinas e percussão. "Traga seu carro para o estacionamento e dê uma volta até conseguir uma vaga, porque não estamos fazendo nada, não, não estamos fazendo nada ", canta Furtado. Os vocais de Furtado caíram para o território do rap ao longo da música:" Estou dizendo a todos os meus amigos que é bastante casual,"ela declarou em um ponto. A letra da música se refere à sua adolescência, quando ela e seus amigos se encontravam no estacionamento do Victoria, British Columbia 7-Eleven para descobrir onde eram as festas para ir.

## Videoclipe
O videoclipe foi dirigido por Ray Kay, que já dirigiu clipes de Justin Bieber, britney Spears, Lady Gaga entre outros. Sua estréia ocorreu em 18 de Setembro de 2012 no canal oficial de Furtado no Youtube.

## Performances ao Vivo
"Parking Lot foi performada no Walmart Soundcheck, Late Night With Jimmy Fallon, Live with Kelly e Michael e The Wendy Williams Show.

## Lista de faixas
| Download digital EP - The Remixes, Part 1 |                                          |         |  |
| N.º                                       | Título                                   | Duração |  |
| 1.                                        | "Parking Lot (Tiesto Remix) -"           | 4:40    |  |
| 2.                                        | "Parking Lot (WAWA Remix)"               | 3:33    |  |
| 3.                                        | "Parking Lot (Wayne G and LFB Club Mix)" | 4:29    |  |
| 4.                                        | "Parking Lot (Trevor Simpson Remix)"     | 5:29    |  |
| 5.                                        | "Parking Lot (Kill Paris Remix)"         | 6:22    |  |
| 6.                                        | "Parking Lot (K Drew Remix)"             | 7:08    |  |
| 7.                                        | "Parking Lot (Sem Thomasson Remix)"      | 4:54    |  |

| Digital download EP - The Remixes, Part 2 |                                            |         |  |
| N.º                                       | Título                                     | Duração |  |
| 1.                                        | "Parking Lot (Stefan Dabruck Club Mix)"    | 6:44    |  |
| 2.                                        | "Parking Lot (Fagault & Marina Remix)"     | 4:21    |  |
| 3.                                        | "Parking Lot (The Wizard Dancehall Remix)" | 3:28    |  |
| 4.                                        | "Parking Lot (Salva & Kuru Remix)"         | 4:00    |  |
| 5.                                        | "Parking Lot (Whiite Remix)"               | 3:53    |  |

## Desempenho nas paradas musicais
| Parada (2012)                                     | Melhor posição |
| ------------------------------------------------- | -------------- |
| Canadá (CHR/Top 40) (Billboard)                   | 44             |
| Coréia do Sul (Gaon Singles Chart)                | 64             |
| Estados Unidos (Hot Dance Club Songs) (Billboard) | 12             |
| Estados Unidos (Tropical Airplay)(Billboard)      | 23             |
| Venezuela (Record Report)                         | 114            |